# Юрюнг-Кюёль
Юрю́нг-Кюёль (якут. Үрүҥ Күөл) — село в Чурапчинском улусе Якутии. Административный центр Хадарского наслега.

## География
Село расположено в таёжной зоне, на расстоянии 40 км к юго-западу от Чурапчи, административного центра улуса. Рядом с селом расположено озеро Юрюнг-Кюёль.

## Население
| 2002 | 2010 | 2021 |
| ---- | ---- | ---- |
| 537  | ↗564 | ↗571 |

## Улицы
| - ул. Гаражная, - ул. Константинова, - ул. Ленина, - ул. Лесная, | - ул. Молодёжная, - ул. Озёрная, - ул. Оргинская, - ул. Победы, | - ул. С. Сергеева, - ул. Таёжная, - ул. Тайаа, - ул. Чаранская. |

## Экономика
В селе развито коневодство и скотоводство.

## Интернет и связь
В селе работают 2 оператора связи: МТС и Билайн с поддержкой 4G.

## Инфраструктура
Действуют средняя школа, дом культуры, библиотека, двухэтажный детский сад и центр развития.

## Достопримечательности
- Памятник воинам-землякам, погибшим в годы Великой Отечественной войны (1941—1945 гг.).

## Ссылка
- sakha.gov.ru — официальный сайт информационного портала Республики Саха (Якутия)
- https://web.archive.org/web/20160128062252/http://khadarsosh.ru/ - официальный сайт МБОУ «Хадарская СОШ им. С. Д. Флегонтова»